# Dicercomyzon verrierae
Dicercomyzon verrierae is een haft uit de familie Dicercomyzidae. De wetenschappelijke naam van de soort is voor het eerst geldig gepubliceerd in 1964 door Demoulin.
De soort komt voor in het Afrotropisch gebied.